# Metarbela vaualba
Metarbela vaualba is een vlinder uit de familie van de Metarbelidae. De wetenschappelijke naam van deze soort is voor het eerst gepubliceerd in 1920 door George Francis Hampson.

## Verspreiding
Deze soort komt voor in Malawi.

## Waardplanten
De rups leeft op Hibiscus.